# Cephalaria balansae
Cephalaria balansae là một loài thực vật có hoa trong họ Kim ngân. Loài này được Raus mô tả khoa học đầu tiên năm 2005.